# George Desvallières
Pour les articles homonymes, voir Desvallières.
George Desvallières, pseudonyme d'Olivier Gabriel Victor Georges Lefèbvre-Desvallières, né le 14 mars 1861 à Paris, et mort dans la même ville le 5 octobre 1950, est un peintre français.

## Biographie

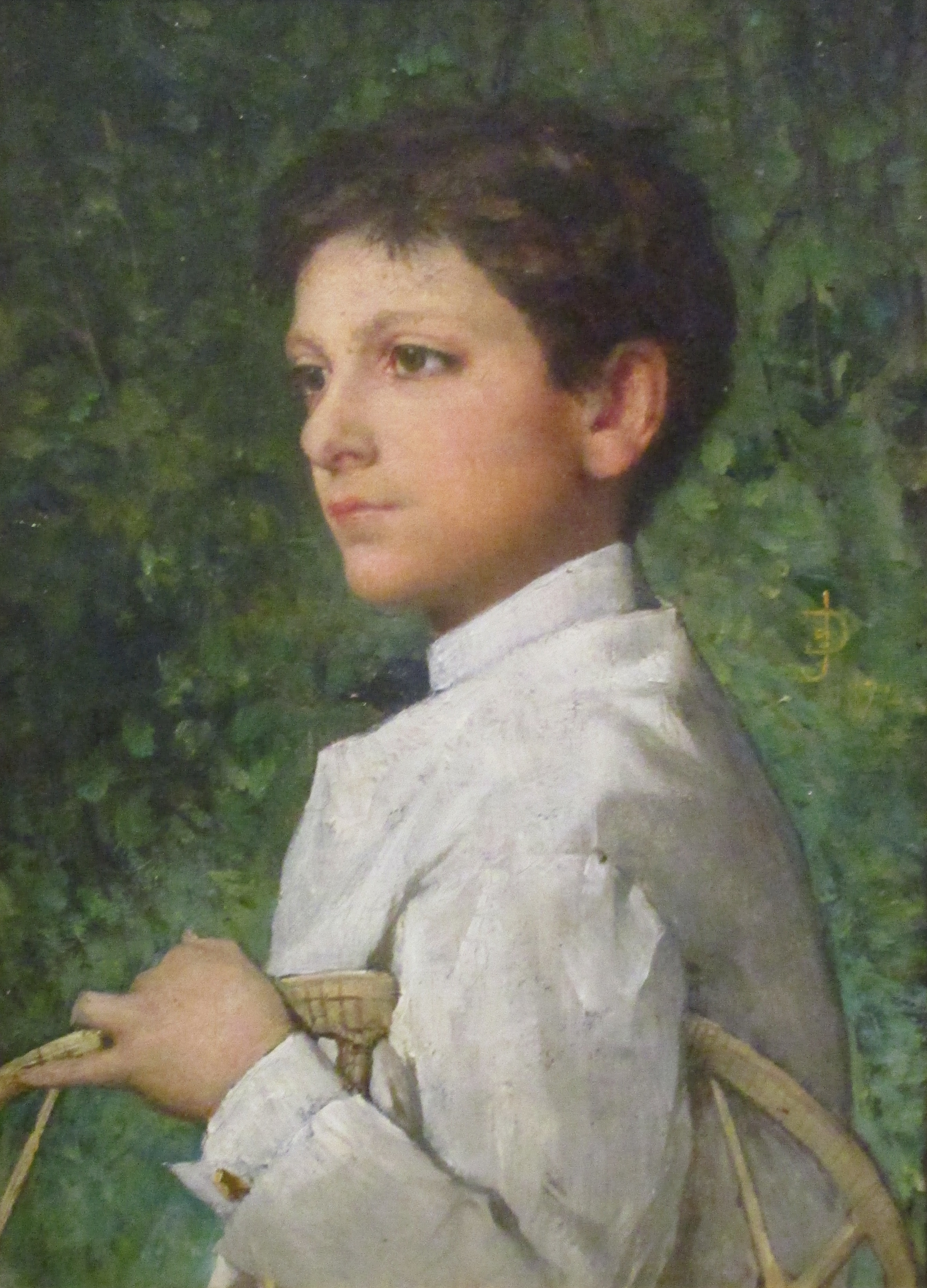
George Desvallières enfant, par Élie Delaunay, coll. part.

George Desvallières est le fils de Louis Émile Lefebvre-Desvallières, administrateur en chef des Messageries maritimes, et de Marie Legouvé, fille et petite-fille des académiciens Ernest Legouvé et Gabriel-Marie Legouvé. Il est le beau-père du peintre et sculpteur Gérard Ambroselli. Ami d'Ernest Legouvé, le peintre Élie Delaunay est chargé de l’éducation artistique de son petit-fils George. Ensemble, ils visitent le Tessin en 1884. Plus tard, Delaunay le présente à Gustave Moreau. Ce dernier et Delaunay seront les témoins du mariage de George Desvallières et Marguerite Lefebvre en 1890.
Élevé dans le sentiment religieux, il étudie à l'Académie Julian à Paris, et dans les ateliers de Tony Robert-Fleury et de Jules Valadon à l'École des beaux-arts de Paris. Il expose des portraits et reçoit des récompenses, mais sa relation privilégiée avec Gustave Moreau l'oriente vers une inspiration mythologique et religieuse. 
Il approfondit sa connaissance des Anciens lors d'un voyage en Italie en 1890, et pratique alors un art qui annonce les œuvres de la maturité : noirceur des sujets, violence de la couleur, conception dramatique de la religion. Il expose divers sujets symbolistes : Narcisse en 1901, Orphée en 1902, La Marche à l'Idéal en 1903 et compte parmi les fondateurs du Salon d'automne. Dans la décennie 1900, il se rapproche, sans en faire partie, d'un groupe de jeunes peintres (Lucien Simon, André Dauchez, Charles Cottet, Émile-René Ménard et René-Xavier Prinet), surnommé « La Bande noire » par les critiques d'art car ils rejettent les couleurs claires des impressionnistes. La plupart de ces artistes enseignent à l'Académie de la Palette à Paris.
En 1908, il participe, conjointement avec Maurice Denis et Albert Besnard, à la décoration de l'hôtel particulier de Jacques Rouché, au début de la rue de Prony, près du parc Monceau.
En 1919, il est le fondateur, avec Maurice Denis, des Ateliers d'art sacré qui ont pour but de rénover l'art religieux, ateliers ambitionnant de fonctionner sur le modèle des corporations du Moyen Âge et promettant de restaurer l'art chrétien. Desvallières s'était consacré aux sujets religieux après la perte d'un fils sur le front, en 1915. Lui-même avait fait la guerre et commandé le 6e bataillon territorial de chasseurs alpins dans les Vosges. Il était commandeur de la Légion d'honneur.
En juillet 1929, il succède à Georges Rouault, qui vient de démissionner du poste de conservateur du musée Gustave Moreau. En janvier 1930, il est élu membre de la section peinture de l'Académie royale des sciences, des lettres et des beaux-arts de Belgique et, en mai, l'Institut de France le choisit pour remplacer son ami René Ménard. L'Association Fra Angelico d'entraide aux artistes le nomme président du comité de direction en 1933. En mars 1934, il signe le manifeste de Jacques Maritain Pour le bien commun, qui prône un christianisme social. L'année suivante, il participe à la fondation de la revue L'Art sacré et à son comité de rédaction. Après la mort de Frantz Jourdain, survenue au cours de l'été 1935, il est élu président du Salon d'automne en 1936. En décembre 1938, il prend position en faveur des nouveaux vitraux de la cathédrale Notre-Dame de Paris. Il devient président de l'Institut en janvier 1940, président de la Société de Saint-Jean en 1943 et président d'honneur du Salon d'automne en 1947.
Il s'attaque à divers programmes décoratifs publics ou privés et à des œuvres liées à la Grande guerre : vitraux de l'Ossuaire de Douaumont, église de Pawtucket aux États-Unis, etc. Illustrateur de La Princesse lointaine d'Edmond Rostand et de Rolla d'Alfred de Musset, il bénéficiera jusqu'en 1950 des commandes de l'État.
En 1890, George Desvallières épouse Marguerite Lefebvre (1870-1955), élève de César Franck. Ils auront six enfants : Sabine (née en 1891), filleule de Gustave Moreau, Richard (1893-1962), Daniel (1897-1915), mort pour la France, Marie-Madeleine (1908), Monique (1911) et France (1915), qui épouse en 1932 le peintre Gérard Ambroselli.
Certaines de ses œuvres sont conservées à Paris au musée d'Orsay.

## Œuvres dans les collections publiques
- Arras, cathédrale Notre-Dame-et-Saint-Vaast : La Nativité et La Résurrection du Christ ;
- Dijon, musée des Beaux-Arts de Dijon : 
  - Saint Sébastien, 1912, huile sur toile, 65 x 37 cm ;
  - Le Bon Larron, 1909, huile sur toile, 105 x 72 cm ;
- Fécamp, Musée Les Pêcheries : Allégorie de Fécamp, 1883, huile sur panneau
- Paris, musée d'Orsay ;
- Paris, Petit Palais : En soirée, Madame Pascal Blanchard, (épouse du peintre Pascal Blanchard), 1903, huile sur papier marouflé sur toile ;
- Pont-du-Gard, chapelle du château de Saint-Privat : frise, peinture murale ;
- Verneuil-sur-Avre, église Notre-Dame : Le Drapeau du Sacré-Cœur, 1918-1919, huile sur toile ;

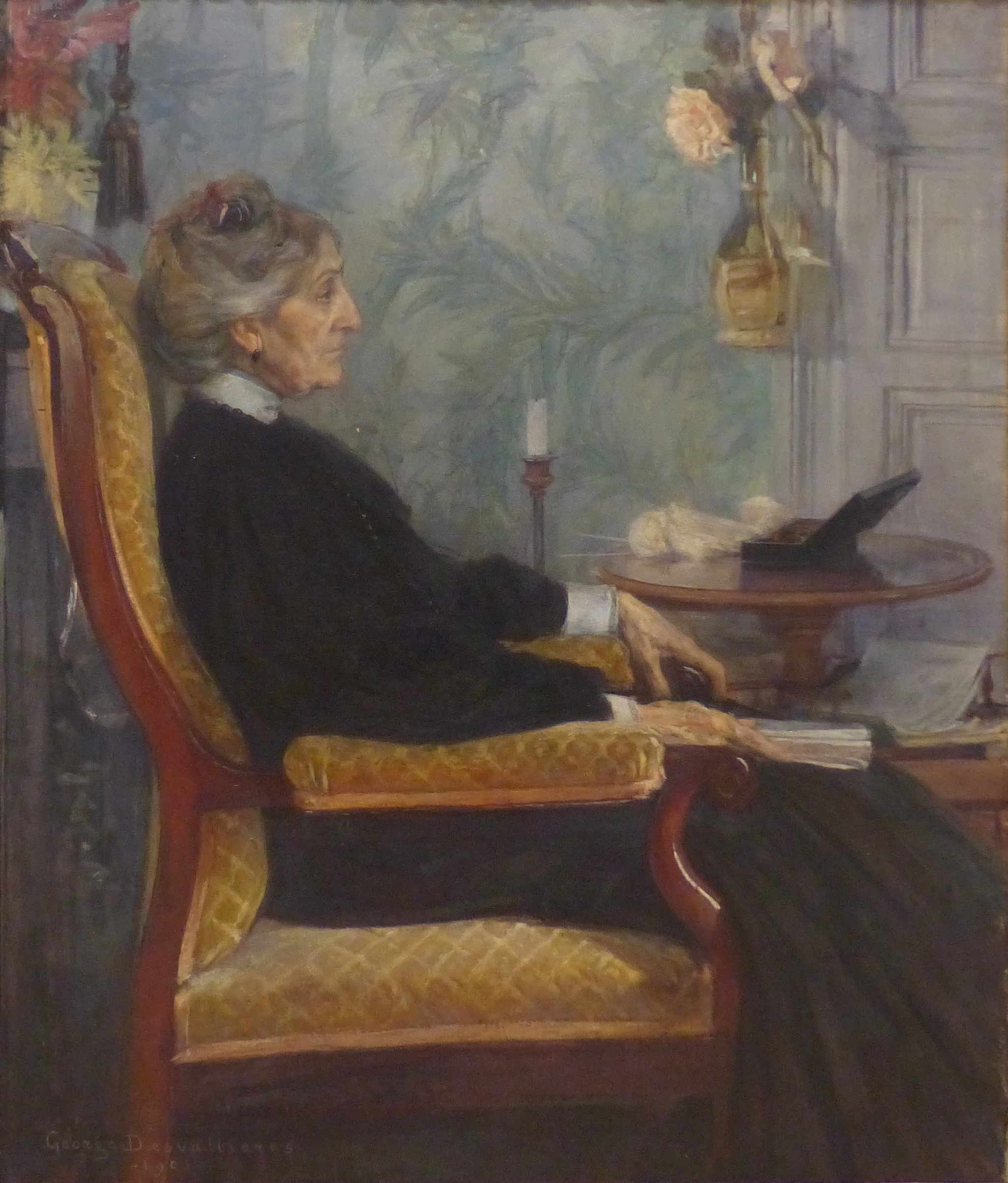
Mère de l'artiste (1903).
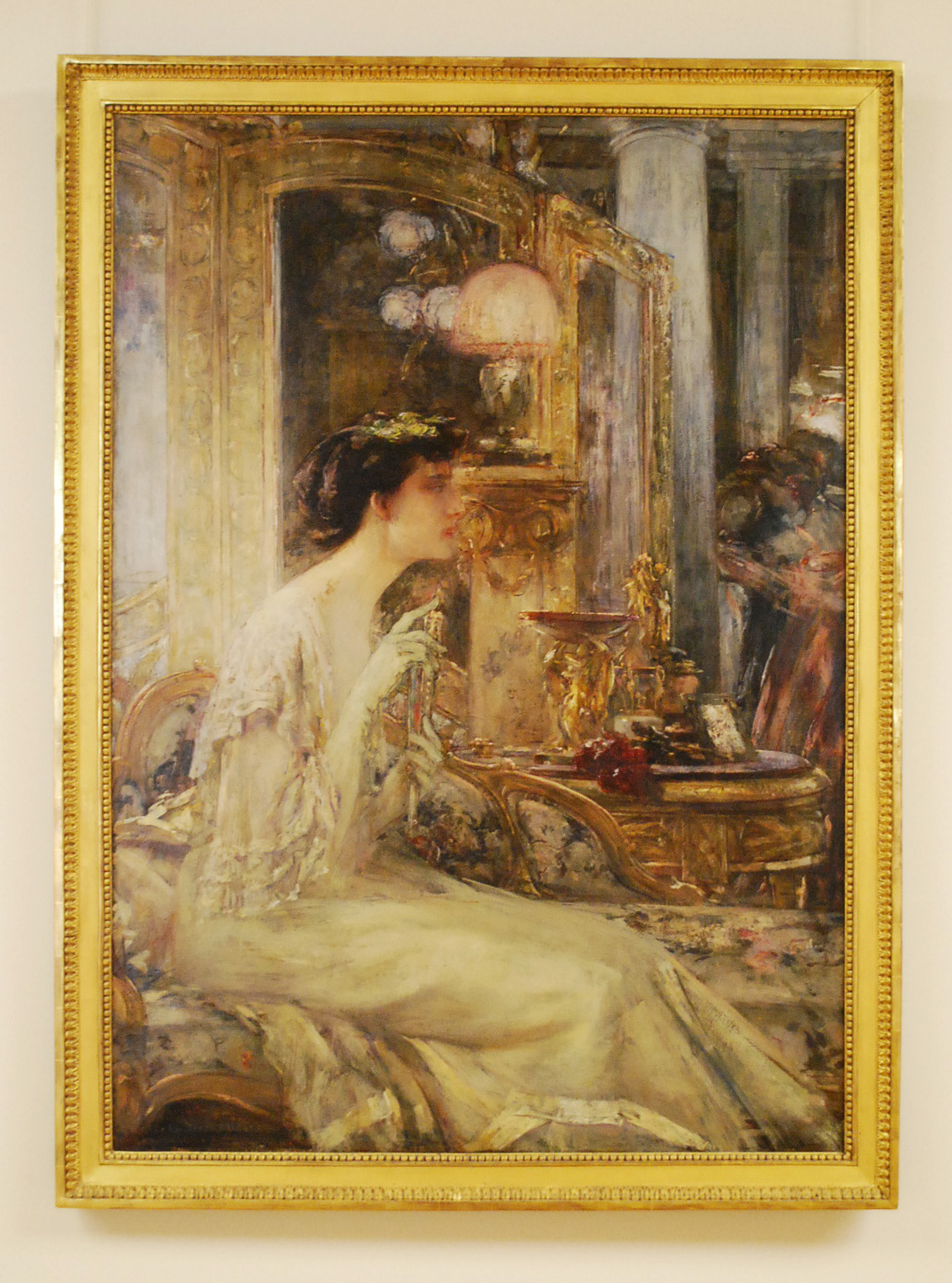
En soirée, Madame Pascal Blanchard (1903).
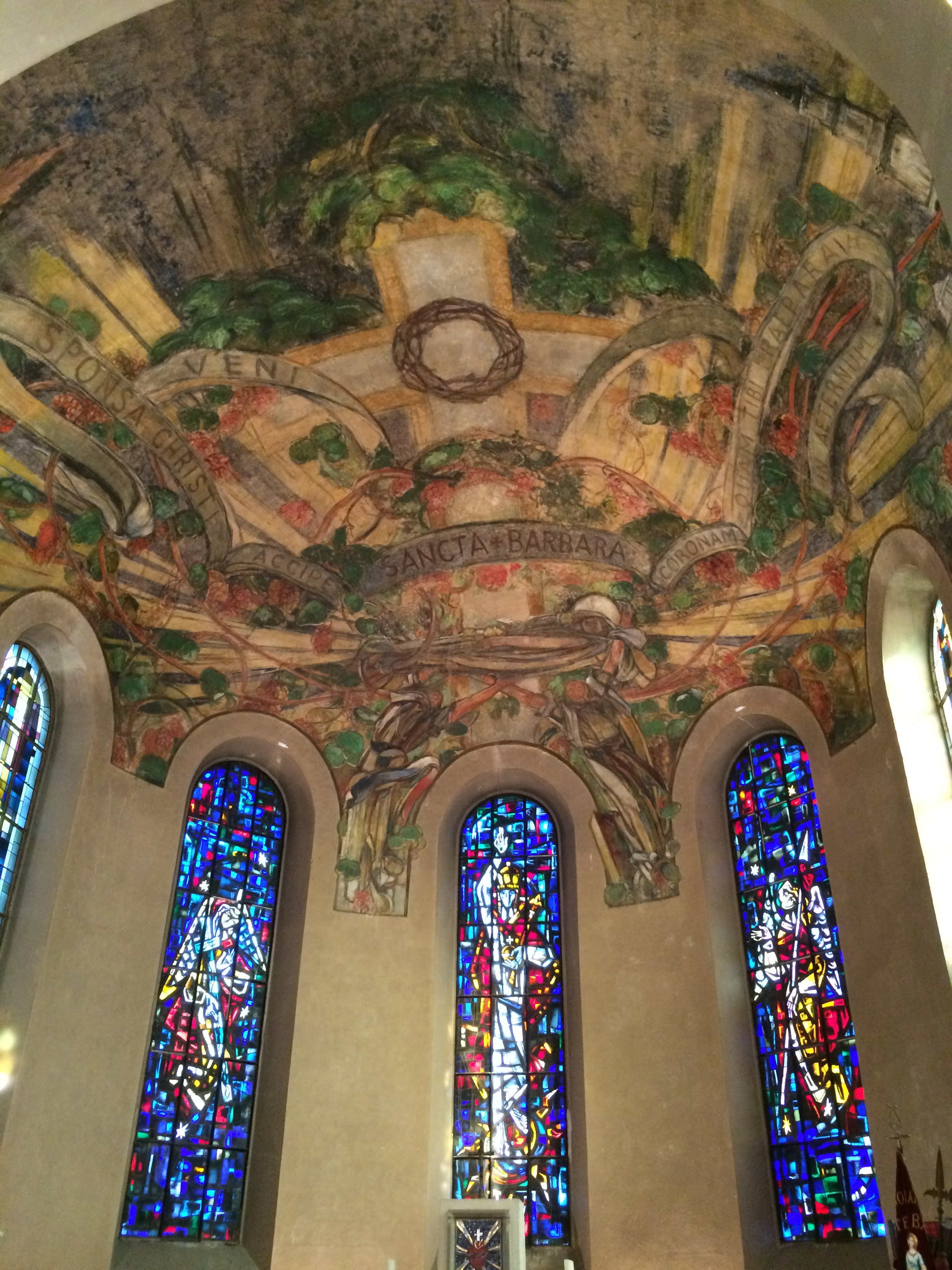
Chœur de l'église Sainte-Barbe de Wittenheim.
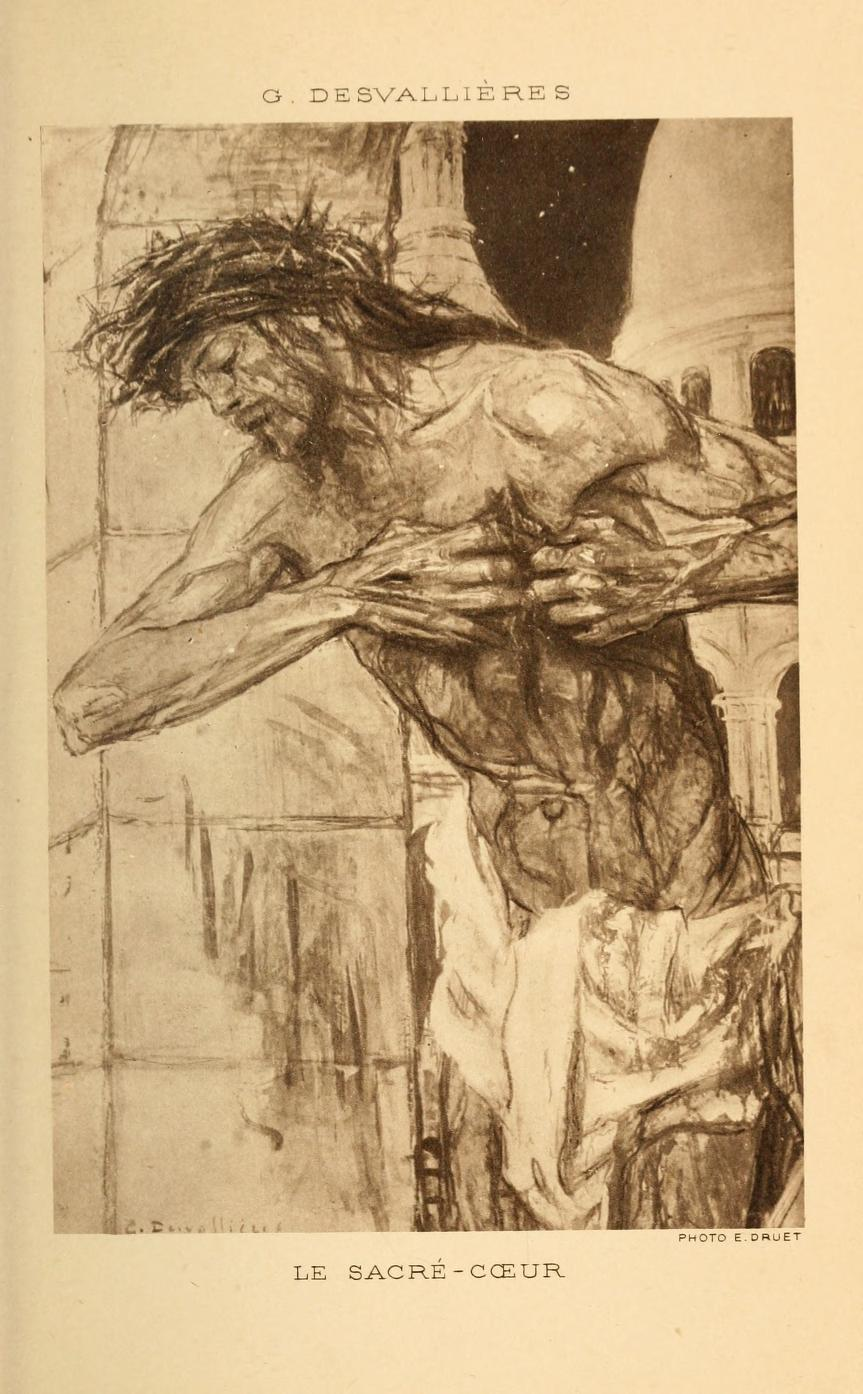
Le Sacré-Cœur.

## Élèves
- Etienne Ret (1900-1996)
- Maurice Rocher (1918-1995)

## Expositions
- Une première rétrospective des travaux de Georges Desvallières est organisée à Paris au Petit Palais du 15 mars au 17 juillet 2016.